# Sacerdotalis caelibatus
Sacerdotalis caelibatus (in italiano: Il celibato sacerdotale) è un'enciclica di papa Paolo VI, promulgata il 24 giugno 1967. In essa, papa Montini difende la tradizione della chiesa latina (in opposizione alle chiese d'oriente e, più tardi, alle comunità protestanti) di imporre il celibato ai sacerdoti, pur nel continuo confronto con le potenziali obiezioni e nel franco riconoscimento del sacrificio imposto dal celibato.

## Contesto
L'enciclica venne concepita negli anni successivi alla chiusura del Concilio Vaticano II, in un'epoca in cui il Romano Pontefice doveva far fronte ad una continua richiesta di rinnovamento, altro e diverso rispetto ai decreti conciliari.  Il celibato, naturalmente, appariva quanto di più estraneo al generale rinnovamento dei costumi sessuali in occidente, cominciato dagli anni '60.
Non fu quindi un caso che Paolo VI decise di intervenire in modo così esplicito e deciso, per riaffermare una tradizione risalente ai primordi della Chiesa latina (benché imposta a tutti i sacerdoti solo verso il X secolo e, con rigore, dal Concilio di Trento) e che così tanta importanza aveva sempre avuto per la Chiesa cattolica.

## Obiettivi della enciclica
A scanso di equivoci, è il papa stesso che, in testa alla lettera, indica le due ragioni che lo hanno spinto ed aggiunge una essenziale precisazione.

### Il ‘coro’ di argomenti contrari al celibato sacerdotale
L'enciclica comincia con una disamina degli argomenti contrari al celibato sacerdotale, che il papa stesso quantifica come ‘un coro’.  Fra le altre:
- la carenza di una chiara esposizione di una simile norma nell'Antico e Nuovo Testamento;
- la presenza di uomini vocati, al contempo, al sacerdozio ed alla vita familiare;
- la percezione di una diminuzione della vocazione sacerdotale, e la questione se l'abbandono del celibato ecclesiastico avrebbe consentito di incrementare le vocazioni;
- la questione se il celibato sia dannoso ad un sano sviluppo psicologico;
- la questione se l'accettazione del celibato da parte di un giovane prete possa essere rovesciata nel corso della vita, raggiunta una maggiore maturità.

Queste sono le ragioni, sembra dire Paolo VI, per cui ha deciso di scrivere questa enciclica.

### La continua testimonianza celibataria nella Chiesa
Paolo VI spiega allora, cosa lo ha spinto a prendere nuovamente posizione:  le testimonianze sul valore del celibato ecclesiastico offerte da “una legione senza numero” di santi e religiosi cristiani nel corso della storia cristiana, come anche le “schiere immense” ancora oggi tutt'attorno al mondo.  Di fronte a tutto ciò: “noi non possiamo tacere la nostra ammirazione: in esso soffia indubbiamente lo Spirito di Cristo”.
Queste sono le ragioni, sembra dire Paolo VI per cui sente l'urgenza di ribadire “agli uomini del nostro tempo” la propria ferma opinione "che la vigente legge del sacro celibato debba ancora oggi, e fermamente, accompagnarsi al ministero ecclesiastico".  Non ancora le ragioni per cui, più oltre, le ribadirà.

### L'inscindibilità del sacerdozio cristiano dal Magistero della Chiesa
Prima dell'inizio della dissertazione vera e propria, c'è spazio per una ultima precisazione:  il Romano Pontefice accetta la distinzione fra ‘vita sacerdotale’ e ‘vita celibataria’, come, d'altra parte, più oltre sottolinea volentieri che “la verginità non è richiesta dalla natura stessa del sacerdozio”.  E ricorda che tale distinzione era stata ribadita dal Concilio, appena pochi anni prima.

Ma si perita di ricordare che lo stesso Concilio aveva sicuramente confermato “solennemente” la regola, definendola “antica, sacra, provvidenziale”.  A scanso di ulteriori equivoci, più in là nel testo Paolo VI cita lungamente il predecessore il quale definiva l'abbandono del celibato ecclesiastico un “vaneggiare”.
Come ben noto, la riserva conciliare deriva dal contrastante esempio delle chiese primitive, continuato dalle Chiese orientali, che incoraggiarono il celibato, ma ammettevano vaste deroghe.
La precisazione papale, quindi, deve avere un altro destinatario: sembrerebbe lo stesso laicato dal quale proviene il ‘coro di opposizioni’, prima descritto.  Ad esso viene rivolto l'argomento principale, ovvero la insussistenza del ministero sacerdotale senza consacrazione ecclesiastica:
Sembra quasi che Paolo VI abbia presente il rischio che taluni, dalla distinzione fra ‘vita sacerdotale’ e ‘vita celibataria’ e, quindi, dalla dichiarata natura ‘regolamentativa’ ed a-dogmatica del celibato, facessero discendere la rivendicazione di ‘vita sacerdotale’ organizzata secondo regole diverse. Ed abbia sentito l'urgenza di troncare il problema alla radice.

## Le Ragioni per cui viene ribadita la validità del celibato
Descritte le ragioni che lo hanno spinto alla stesura della enciclica e riportato il dibattito all'interno dei suoi confini propri (ovvero riaffermata la autorità del Magistero rispetto all'ordinazione sacerdotale e la insussistenza del sacerdozio in assenza di ordinazione sacerdotale), Paolo VI passa ora a discutere le ragioni per le quali il celibato è un valore per la Chiesa. Ad esse è dedicato il cuore e la parte maggiore dell'enciclica.
L'enciclica elenca ragioni cristologiche, ecclesiologiche ed escatologiche che possono essere sintetizzate e raccolte secondo quanto segue:
- Cristo ha onorato il matrimonio e lo ha elevato alla dignità di sacramento e di misterioso segno della sua unione con la Chiesa; tuttavia ha anche indicato il celibato come un “nuovo cammino nel quale, la creatura umana, aderisce totalmente e direttamente al Signore, dedicandoglisi senza riserva alcuna”;
- Cristo, Pontefice sommo ed eterno Sacerdote, rimanendo per tutta la vita nello stato di verginità, offre il modello imprescindibile e perfetto;
- come Cristo diede totale dedizione al servizio di Dio e degli uomini, così la partecipazione dei sacerdoti sarà tanto più perfetta, quanto più saranno liberi da vincoli di carne e di sangue (celibato come interiore oggetto della totale e gaudiosa donazione al Cristo);
- il celibato favorisce un amore senza riserve ed una carità aperta a tutti. Esso rappresenta anche un forte significato simbolico (celibato come esteriore segno della totale e gaudiosa donazione al Cristo).
- come l'Apostolo Paolo non esitava ad esporsi ad una quotidiana morte, così il sacerdote, nella “quotidiana morte a tutto se stesso”, nella rinunzia all'amore di una famiglia, “troverà la gloria di una vita in Cristo pienissima e feconda, perché come lui e in lui egli ama e si dà a tutti i figli di Dio”.
- Il celibato consente al sacerdote “com'è evidente”, “anche nel campo pratico”, “la massima efficienza e la migliore attitudine psicologica ed affettiva per l'esercizio continuo di quella carità perfetta … e gli garantisce ovviamente una maggiore libertà e disponibilità nel ministero pastorale”.
- Cristo ha detto che “alla risurrezione... non si prende moglie né marito, ma si è come angeli di Dio in cielo”, dal che discende che in terra la “perfetta continenza” costituisce un “prezioso dono divino”, “un segno particolare dei beni celesti”.  Ma, ben oltre, essa “annunzia la presenza sulla terra degli ultimi tempi della salvezza … e anticipa in qualche modo la consumazione del regno, affermandone i valori supremi che un giorno rifulgeranno in tutti i figli di Dio”.

## Il celibato nella bimillenaria storia della Chiesa
Ribadita la dottrina cattolica, Paolo VI deve ora coordinare tale riaffermazione dottrinale con la tradizione delle chiese primitive, continuata dalle Chiese Orientali, che pure ammisero ed ammettono vaste deroghe al celibato.  Le due questioni vengono affrontate in successione:

### Il confronto con le Chiese primitive
Il papa comincia con l'affrontare le Chiese primitive, ricordando come la Chiesa d'Occidente abbia incoraggiato ed esteso la pratica del celibato “fin dagli inizi del secolo IV”, ovvero, in pratica, dalla sua prima organizzazione pubblica, successiva alle ultime persecuzioni di Diocleziano e Massimiano Erculeo del 303-305, e ben prima del sorgere dei grandi vescovi, quali, ad esempio Ambrogio, (a Milano dal 374 al 397).

### Il confronto con le Chiese orientali
Passa poi alle Chiese orientali, attribuendo la diversa disciplina “a una diversa situazione storica”, ricordando la posizione nettamente ‘celibataria’ dei Padri della Chiesa orientale (citati San Gregorio Nisseno e San Giovanni Crisostomo), ricordando come colà “solo i sacerdoti celibi sono ordinati vescovi e i sacerdoti stessi non possono contrarre matrimonio dopo l'ordinazione sacerdotale”.

Non si spiegherebbe altrimenti la lunga serie di lodi di cui è corredata l'argomentazione: le Chiese orientali vengono definite “parte nobilissima della Chiesa” senza aggettivi, “venerande”, il Papa ribadisce la “Nostra stima e il nostro rispetto” al loro Clero, che definisce “degno di sincera venerazione”. Ma il Pontefice conclude: “In ogni caso, la Chiesa d'occidente non può esser da meno nella fedeltà alla propria antica tradizione, e non è pensabile che abbia per secoli seguito una via che, invece di favorire la ricchezza spirituale delle singole anime e del popolo di Dio, l'abbia in qualche modo compromessa”.

### Deroghe particolari
Dal rispetto per le tradizioni orientali discende direttamente la tolleranza per “ministri sacri coniugati, appartenenti a Chiese o a comunità cristiane tuttora divise dalla comunione cattolica, i quali … fossero ammessi alle funzioni sacerdotali”.

Avendo già sviluppato l'argomento, Paolo VI non deve aggiungere altri dettagli, potenzialmente causa di nuovi fraintendimenti, e chiude la questione con la severa limitazione che tali deroghe avvengano in circostanze da “non portare pregiudizio alla vigente disciplina circa il sacro celibato”.

## Il celibato nella storia presente della Chiesa
Tornando al presente, Paolo VI affronta la questione che gli pare, probabilmente, più insidiosa, più tentatrice, ovvero il popolare argomento che il celibato sia alla base della crisi delle vocazioni sacerdotali.  Egli è molto esplicito, scrive che la Chiesa ha “urgente bisogno della testimonianza di vite consacrate”, “la messe del regno di Dio è molta e gli operai sono ancora, come all'inizio, pochi”.
Denunciata senza giri di parole la crisi, egli nega che “con l'abolizione del celibato ecclesiastico crescerebbero per ciò stesso, e in misura considerevole, le sacre vocazioni”.  Con l'argomento che una simile crisi viene vissuta anche dalle Chiese (Ortodossi) e comunità ecclesiali (Protestanti) che consentono il matrimonio ai propri ministri.  Qui Paolo VI fa proprio un argomento della polemica cattolica destinato a grande fortuna nei decenni successivi e ad essere esteso un poco a tutto il confronto ecumenico, specie verso i protestanti ‘storici’.

Lo stesso vale per il successivo argomento (molto più antico): la vera causa, egli aggiunge, sta “nella perdita o nella attenuazione del senso di Dio e del sacro”, “della stima per la Chiesa come istituzione di salvezza, mediante la fede ed i sacramenti”.
Passando alle soluzioni, Paolo VI ricorda ai cattolici il proprio “dovere di dare incremento alle vocazioni sacerdotali” e li invita a pregare “affinché sia il padrone della messe a mandare gli operai nel suo campo”, i quali, d'altronde, “non mai anzi sono stati in numero tale che l'umano giudizio avrebbe potuto giudicare bastevole”, poi continua ricordando che “Gesù ci ha ammonito anche che il Regno di Dio ha una sua forza intima e segreta che gli permette di crescere e di giungere alla messe senza che l'uomo lo sappia.  Giova ricordare che tali parole echeggiano e quasi ricalcano una famosa lettera di Ambrogio a San Felice, vescovo di Como, scritta prima del 390: “Chi ha dato i fedeli, darà anche i collaboratori [perché] il Signore è capace di mandare operai nella sua messe”.

## Il celibato ed il rispetto dei ‘valori umani’
Il Papa passa, quindi a discutere l'obiezione di coloro che si oppongo al celibato, dall'interno, mettendo in evidenza la contraddizione fra “il solenne riconoscimento dei valori umani da parte della Chiesa nel recente Concilio” ed il loro sacrificio, per tramite dell'obbligo celibatario.

Qui il Papa non replica negando ma, anzi, sottolinea che: (i) il sacrificio è tanto grande da apparire accettabile unicamente contando sulla “grazia … la quale” presiede alla scelta del celibato ed “eleva [la natura] e le dà soprannaturali capacità e vigore”, (ii) proprio la grandezza del sacrificio, lo rende degno dell'amore di Dio  “la creatura umana ha sempre offerto a Dio ciò che è degno di chi dona e di chi riceve”.  (iii) Più oltre insiste, dichiarando che “il sacerdote, per il suo celibato, è un uomo solo” “segregato dal mondo” e che essa “a volte … peserà dolorosamente sul sacerdote”.
Paolo VI passa, quindi, ad una sorta di descrizione dei passi di elevazione: (i) non si chiede “l'ignoranza e il disprezzo dell'istinto sessuale e dell'affettività”, quanto piuttosto (ii) il riconoscimento che l'uomo non è soltanto carne e sesso, bensì soprattutto intelligenza, volontà, libertà: facoltà grazie alle quali “egli è e deve ritenersi superiore all'universo: esse lo fanno dominatore dei propri appetiti fisici, psicologici e affettivi”; ne segue che egli debba (iii) maturare “lucida comprensione, attento dominio di sé e sapiente sublimazione della propria psiche su un piano superiore”, (iv) raggiungendo, in tal modo, “la propria perfezione”:  “anche Cristo, nelle ore più tragiche della sua vita, restò solo, abbandonato … e dichiarò: Io non sono solo, perché il Padre è con me”.  Così il sacerdote saprà di condividerne la sorte, “come un amico ammesso ai segreti più dolorosi e gloriosi del divino Amico, che lo ha scelto, affinché in una vita apparentemente di morte porti frutti misteriosi di vita”.
Ciò non toglie (si aggiunge a scanso di equivoci) che anche la vita coniugale sia “autenticamente e pienamente cristiana”.  Un'”autentica unione” è, anzi, una grazia.  Ma essa non può che essere sostenuta dalla “presenza, presso il focolare cristiano, del sacerdote che vive in pienezza il proprio celibato”, in quanto: (i) “sottolinea la dimensione spirituale di ogni amore degno di questo nome” e (ii) il personale sacrificio del sacerdote “meriterà ai fedeli uniti dal sacro vincolo del matrimonio la grazia di un'autentica unione”.

## Conseguenze pratiche

### La formazione sacerdotale
Paolo VI dedica la seconda parte della enciclica a tirare le conseguenze di quanto discusso nella prima.  Da quanto sopra ne deriva, infatti, “il dovere di assicurarne e di promuoverne la positiva osservanza”.  Ne segue una lista di “istruzioni apposite”, che per i sacerdoti richiedono la conservazione di una intensa vita spirituale, per i seminaristi: (i) la risposta personale alla divina vocazione (ii) lo sviluppo della personalità ed esercizio dell'autorità (iii) l'ascesi per la maturazione della personalità.

Tra le indicazioni di maggior rilievo, la opportunità di assumere voti temporanei di celibato, prima del voto solenne ultimo.

### L'abbandono del voto di castità
Infine, Paolo VI passa a considerare il caso che tutto ciò non abbia effetto ed il sacerdote sia infedele agli obblighi assunti insieme alla consacrazione sacerdotale.
In tali casi, afferma Paolo VI, la responsabilità non è del “sacro celibato in se stesso”, bensì “su una valutazione” non “sufficiente e prudente delle qualità del candidato al sacerdozio o sul modo col quale i sacri ministri vivono la loro totale consacrazione”, ovvero perché i voti furono assunti in non “piena libertà e responsabilità”.
In tali casi si dà anche il caso che vengano concesse delle dispense, ma con tre fondamentali cautele: (i) non ne vengono presentati i criteri, (ii) si sottolinea, anzi, che si tratta, in ogni caso, di “collasso spirituale e morale”: “oh, se sapessero questi sacerdoti quanta pena, quanto disonore, quanto turbamento essi procurano alla santa Chiesa di Dio”, (iii)  si ricorda con enfasi i “non pochi” che rompono “temporaneamente” i voti, salvo tornare “esemplari ministri” attraverso “una intensa vita di preghiera, di umiltà, di sforzi perseveranti sostenuti dall'assiduità al sacramento della Penitenza”.

### Lo speciale ruolo dei Vescovi
I sacerdoti hanno il “diritto e il dovere” di trovare sostegno nei vescovi, i quali, peraltro, hanno assunto il voto celibatario tanto in Occidente quanto in Oriente.

Ad essi il compito di riempire “la solitudine umana del sacerdote, origine non ultima di scoraggiamenti e di tentazioni” con “fraterna e amichevole presenza e azione”.  Si tratta, anzi, di “un ministero urgente e glorioso, che ha un influsso incalcolabile su una moltitudine di anime”.

Anche di fronte ai renitenti occorre, fino all'ultimo, proporsi “innanzi tutto il loro ravvedimento”, sanare “le piaghe”.

## Appello ai fedeli
Paolo VI concluse l'enciclica con un appello al laicato a pregare per le vocazioni sacerdotali e l'incoraggiamento a sviluppare la loro amicizia con il clero quale mezzo per aiutarli nelle loro vite.